# Winston Crite
Winston Crite, né le 20 juin 1965, à Bakersfield, en Californie, est un ancien joueur américain de basket-ball. Il évolue au poste d'ailier fort.

## Palmarès
- MVP Championnat de France de Pro B 1993